# 滙豐銀行慈善基金

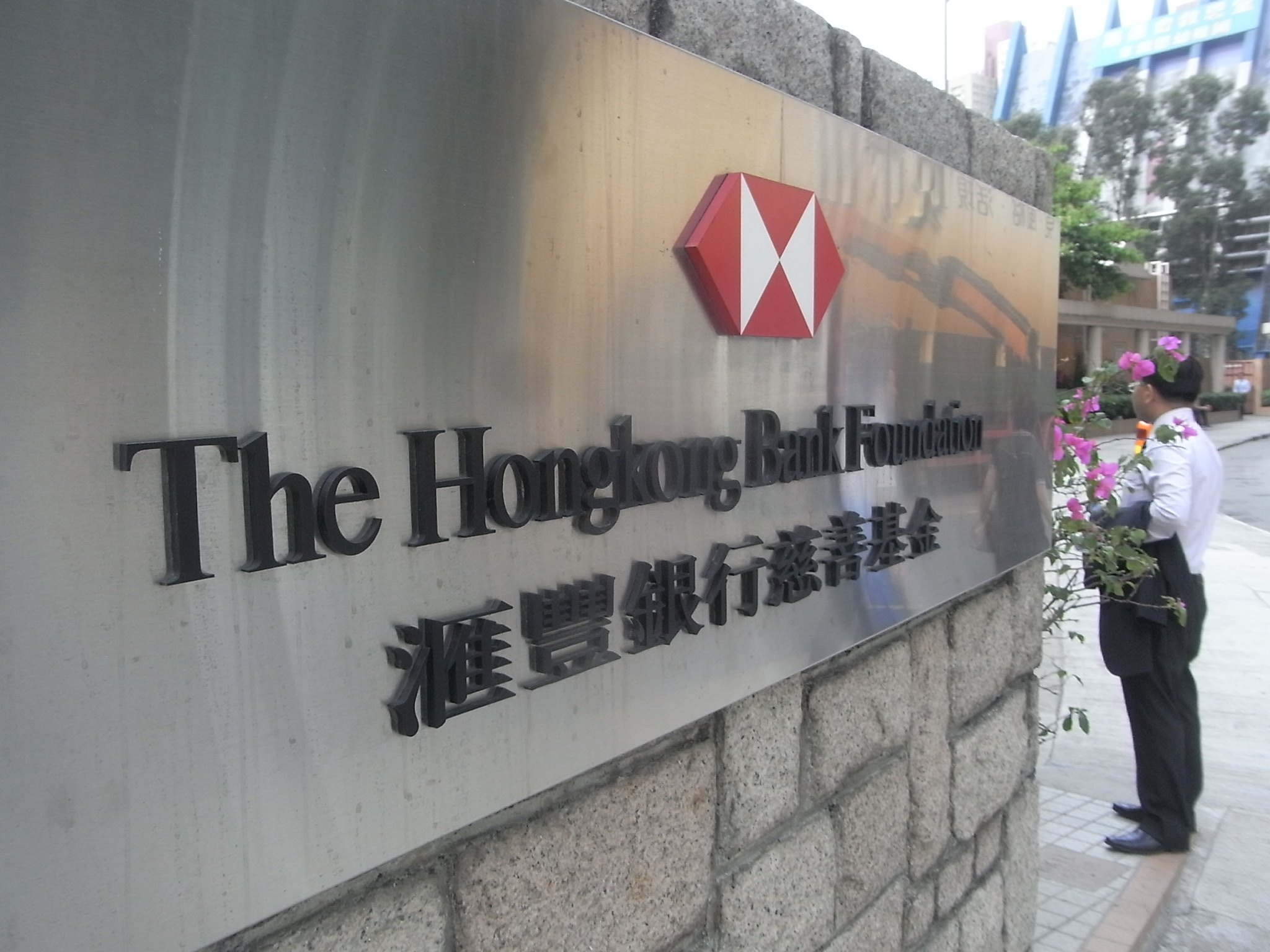
位於黃大仙睦鄰街的匯豐仁愛堂「仁間有愛」社區支援中心，由滙豐銀行慈善基金贊助

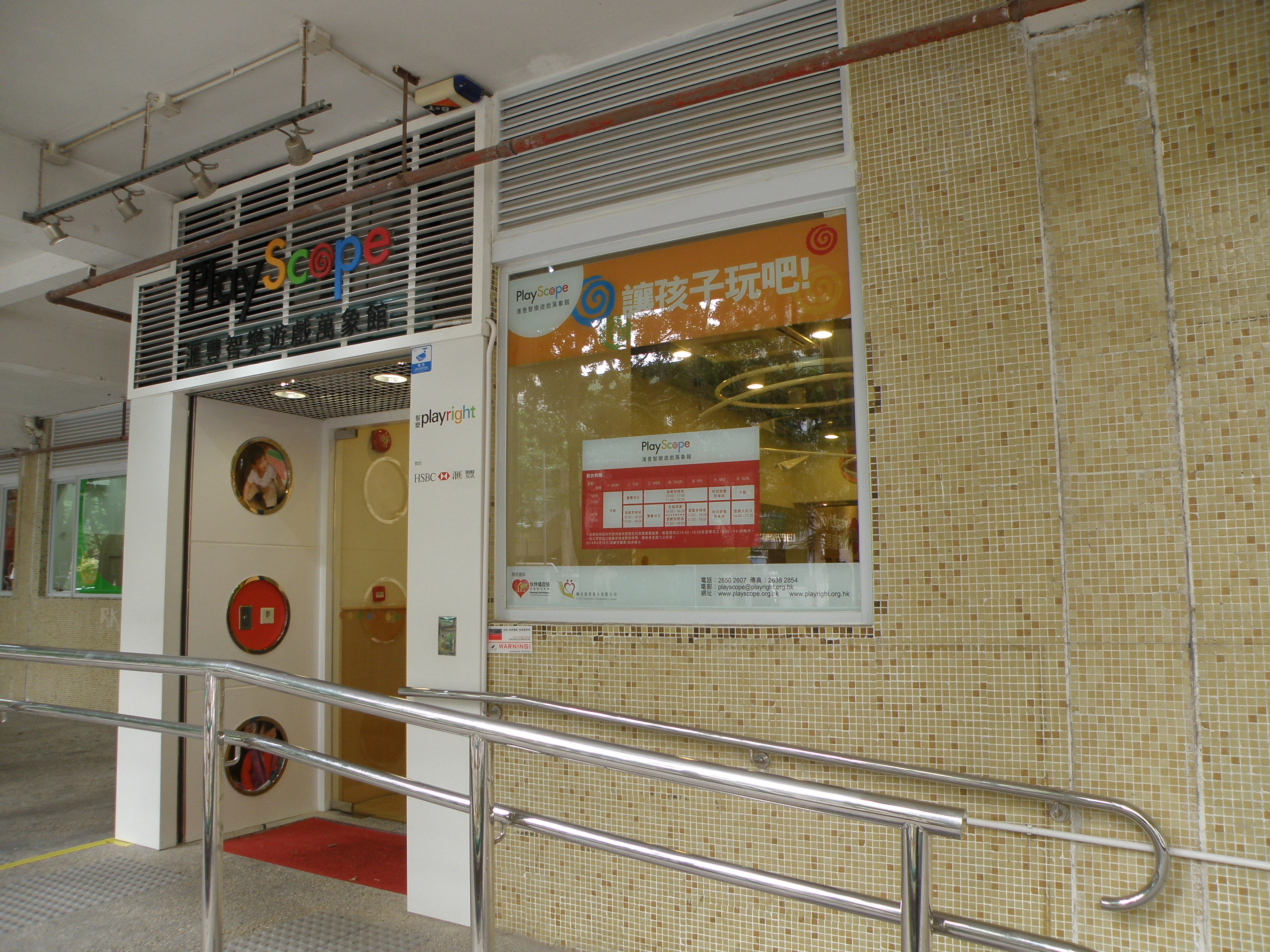
滙豐銀行慈善基金贊助的智樂遊戲萬象館

滙豐銀行慈善基金（英語：The Hongkong Bank Foundation）是香港的一個註冊慈善基金，由香港上海滙豐銀行於1981年注資成立，並由該行提供持續經費。
香港上海滙豐銀行成立以來，一直積極參與社會福利事業，在香港和中國內地資助許多公益計劃，滙豐銀行慈善基金的成立，使這些公益計劃項目得以協調。
滙豐銀行慈善基金至今已捐款逾7.15億港元資助慈善事業，資助範圍相當廣泛，而且經常互有聯繫，範圍包括教育、培訓、社會福利和環保等。
滙豐銀行慈善基金除了推行大型項目外，亦在1992年創辦社區發展計劃，資助一些在香港社區進行的小型公益計劃。1993年，滙豐銀行慈善基金設立滙豐義工計劃，由該基金資助經費，現時已有超過1,900名義工參與600多個服務項目。
滙豐銀行慈善基金亦撥款資助《社聯－滙豐社會企業商務中心》，該中心是香港一間匯聚各界力量創立的商務中心，為社會企業提供多元化服務，包括網羅專業人士（包括滙豐員工）為社企提供專業意見和顧問服務。